# Brooklyn Dodgers (AAFC)
| Brooklyn Dodgers                                                    | Brooklyn Dodgers                                                    |
| Gegründet 1946 – Aufgelöst 1949 Spielten in Brooklyn, New York City | Gegründet 1946 – Aufgelöst 1949 Spielten in Brooklyn, New York City |
| ------------------------------------------------------------------- | ------------------------------------------------------------------- |
| \| \| \| \| \| \|                                                   |                                                                     |
| Teamfarben                                                          | Gold Schwarz (1946–47) Blau Weiß (1948)                             |
| Liga                                                                |                                                                     |
| - All-America Football Conference Eastern division                  |                                                                     |
| Teamgeschichte                                                      |                                                                     |
| Teamnamen                                                           | - Brooklyn Dodgers (1946–1948) - Brooklyn-New York Yankees (1949)   |
| Erfolge                                                             |                                                                     |
| Meisterschaften (0)                                                 |                                                                     |
| Play-off-Teilnahmen (0)                                             |                                                                     |
| Stadien                                                             |                                                                     |
| - Ebbets Field                                                      |                                                                     |
|                                                                     |                                                                     |
|                                                                     |                                                                     |

Die Brooklyn Dodgers waren eine American-Football-Mannschaft, die in der All-America Football Conference spielte.

## Gründung
Im Jahr 1944 wurde als Konkurrenzliga zur National Football League (NFL) die AAFC ins Leben gerufen. Gegründet wurde die Liga von einem Sportjournalisten aus Chicago, der zahlreiche an Football interessierte Investoren um sich versammeln konnte. Die Liga vergab insgesamt acht Franchises. Eine Spielberechtigung erwarben Ray Ryan und William D. Cox, die die Dodgers in Brooklyn gründeten. Jede Mannschaft war für die Mannschaftszusammenstellung selbst verantwortlich. Die AAFC nahm im Jahr 1946 den Spielbetrieb auf.

## Erfolge
Die Dodgers, die im Ebbets Field ihre Heimspiele austrugen, wurden 1946 von dem späteren Mitglied in der Pro Football Hall of Fame Cliff Battles trainiert. Die Dodgers bestritten das erste Vorbereitungsspiel der AAFC vor 20.000 Zuschauern gegen die Buffalo Bisons. Das Spiel endete 14:14 unentschieden. Es sollte eines der wenigen Highlights dieser Saison bleiben. Die Dodgers gewannen nur drei von 14 Spielen. Auch die Saison 1947 verlief für die Dodgers nicht besser. Erneut wurden nur drei Spiele gewonnen und die Mannschaft hatte nichts mit dem Ausgang der Meisterschaft zu tun.  Nach dieser Saison wurde Battles entlassen und durch Carl Voyles ersetzt, der die Leistungen der Mannschaften aber nicht verbessern konnte. Nachdem 1948 nur zwei Spiele gewonnen wurden und der wirtschaftliche Erfolg ausblieb, wurden die Dodgers den New York Yankees angegliedert, die wiederum 1949 den Spielbetrieb einstellen mussten.

## Mitglieder in der Pro Football Hall of Fame
- Cliff Battles

## Weitere namhafte Spieler
- Glenn Dobbs
- Bob Hoernschemeyer